# Jupiter Lander
Jupiter Lander ist ein Computerspiel, das von dem amerikanischen Unternehmen H.A.L. Labs entwickelt und vom Computerhersteller Commodore veröffentlicht wurde. Es entstanden Versionen für die Computer Commodore Max, VC-20 (1981) und C-64 (1982). Das Spiel war 1982 im amerikanischen Einzelhandel für einen Listenpreis von 29,95 USD erhältlich, nach heutigen Preisen etwa 98 USD.
Alle Versionen des Spiels wurde jeweils als Cartridge für den jeweiligen Computer veröffentlicht. Das Spielprinzip und die Darstellung lehnte sich eng an das Spiel Lunar Lander (1979) von Commodore-Konkurrent Atari an.

## Spiel
Bei dem Spiel handelt es sich um eine einfache Simulation einer Landung eines Raumschiffes auf einem Planeten (dem Titel nach dem Jupiter). Dabei muss der Spieler mit den Steuertasten des Rechners das Raumschiff steuern. Er startet dabei die Raketen des Raumschiffs und bremst dadurch den Sturz auf den Planeten durch die Anziehungskraft mit dem Rückstoß der Triebwerke ab.
Gleichzeitig muss er mit den Rechts-/Links-Tasten das Raumschiff so steuern, dass es an einer günstigen Stelle des Planeten landet.